# Enoplolaimus attenuatus
Enoplolaimus attenuatus is een rondwormensoort uit de familie van de Thoracostomopsidae. De wetenschappelijke naam van de soort is voor het eerst geldig gepubliceerd in 1949 door Brunetti.